# Союз украинских студентов в Германии
Союз украинских студентов в Германии (нем. Bund Ukrainischer Studenten in Deutschland, BUSD; укр. Союз українських студентів у Німеччині, СУСН) — организация украинских студентов и аспирантов, обучающихся в высших учебных заведениях Германии.
Основными функциями организации являются представление и защита интересов украинских студентов, распространение информации об Украине и популяризация украинской культуры в Германии. СУСН насчитывает более 180 членов в 19 городах Германии.

## История
Организация была создана в г. Бонн в 1949 г. В 1952 г. место расположения управляющих органов организации было перенесено в г. Мюнхен. Начиная с 2004 г. СУСН был возрождён украинскими студентами нового поколения и сейчас активно функционирует и развивается.

## Деятельность
СУСН поддерживает демократизацию Украины. В связи в этим члены организации были независимыми наблюдателями на выборах президента Украины в 2004 и 2006 гг. СУСН организует ежемесячные круглые столы, посвящённые Украине в Берлине и Мюнхене. СУСН проводит регулярные презентации украинской культуры в рамках международных фестивалей по всей Германии. Организация также оказывает информационную и организационную поддержку для концертов украинских музыкантов в Германии. СУСН поддерживает контакты с украинской диаспорой и другими украинскими организациями в Германии и Европе.
Студенческие группы СУСНа существуют в следующих городах Германии:
- Берлин
- Бонн
- Дрезден
- Гамбург
- Ганновер
- Констанц
- Майнц
- Мюнхен
- Нюрнберг
- Пассау
- Регенсбург
- Росток